# Wolfgang Unzicker
Wolfgang Unzicker (Pirmasens, 26 juni 1925 – Albufeira, 20 april 2006) was een Duits schaker.

## Loopbaan
Unzicker was een FIDE grootmeester sinds 1954. In de tweede helft van de 20e eeuw hoorde Unzicker bij de Duitse schaaktop: hij is zes keer kampioen van Duitsland geweest en hij heeft meer dan tien maal meegespeeld in de Schaakolympiade. In 1950 was hij winnaar van het toernooi van Hastings en in 1965 eindigde hij samen met Boris Spasski in Sotsji op de eerste plaats.
Hij begon te schaken toen hij tien jaar was. Zijn internationale carrière begon vlak na de Tweede Wereldoorlog en tot 1970 was hij de sterkste Duitse schaker. Hij werd tussen 1948 en 1965 zeven keer West-Duits kampioen en tussen 1950 en 1978 speelde Unzicker mee in twaalf Schaakolympiaden. In tien ervan speelde hij aan het eerste bord. In totaal speelde hij 386 keer voor het nationale team. Hiermee is Unzicker nog altijd recordhouder, voor Uhlmann (310) en Schmid (278).
Maar Wolfgang Unzicker werd nooit schaakprofessional; hij studeerde rechten en was in het burgerleven effectief rechter (Karpov noemde hem de amateur-wereldkampioen). Als schaker was hij een expert in de open openingen. Een van zijn tips aan beginnende spelers was dan ook om eerst de grote openingen te bestuderen, om daarna wat resterende tijd te spenderen aan openingen als het Lettisch, het Olifantengambiet of andere kleine openingen als de Owen verdediging of de Sokolsky-opening.
In zijn glorietijd (de superdominantie van de Russen in de jaren '50 en '60), had elk schaakland vaak één grote kampioen. Het schaken was niet zo populair bij de grote massa en enkel de Sovjet-Unie, Joegoslavië en de Verenigde Staten hadden meer dan één wereldklassespeler. Unzicker was decennia lang de West-Duitse trots. Vandaag zou men hem rangschikken als een top-25 speler, maar zelfs dat zou hem onrecht aandoen. Want naast zijn speelsterkte als grootmeester, was Unzicker een personaliteit aan en naast het bord. 
Zijn innemende persoonlijkheid en beleefdheid tegenover iedereen was bijna legendarisch. Zo stelde hij ooit voor aan Robert Fischer, toen die een Fingerfehler had begaan (in hun onderlinge partij in Buenos Aires in 1960), om zijn zet terug te nemen (Fischer weigerde en verloor de partij). Unzicker was een van die mensen zonder vijanden. Terwijl de hele wereld kon klagen over het aberrante gedrag van Fischer, schreef Unzicker in zijn leerboek: "Fischer gedroeg zich in onze onderlinge ontmoetingen steeds zeer correct, zowel tijdens als na de partij."
Zo werd Unzicker zelf beschreven in het toernooiboek van Santa Monica 1966:
"Meeting Mr Unzicker in person was as we all expected - an equally pleasurable experience. Well groomed, clean shaven, in well pressed suit, he was the quintessence of order. A click of his heels suggested rigid tradition and his eyes and smile, warmth of heart. During the consequent weeks he gained respect as a human being of broad mind and intelligence. I enjoyed our conversations in German and I wished everyone could hear what he said and learn the feelings and thoughts of a kind and cultured man. As it was, people knew him only at the chess table, which was his purpose and our privilege. We admired his consistency in performance, the depth, soundness and beauty of his game. No wonder he occupies a place of honor among the high priests of the chess world! We were fortunate to have him in Los Angeles. His art enhanced the quality of the tournament and we enjoyed his delightful company. Auf Wiedersehen, dear friend." (Gregor Piatigorsky)

## Toernooiresultaten
Bij Schaakolympiades, had Unzicker twee gloriemomenten: in Dubrovnik 1950 speelde hij aan het eerste bord voor West-Duitsland en behaalde +9 =4 -1 (78,6%), wat hem de gouden medaille (ex aequo met Najdorf) opleverde. Het team behaalde brons. In de Schaakolympiade van 1965 (in Tel Aviv) scoorde Unzicker 13.5 op het eerste bord, het team won brons, na een 3-1 winst tegen de Sovjet-Unie.
Op het vlak van toernooischaak waren zijn belangrijkste prestaties in chronologische volgorde: 
- de Chigorin Memorial in Sochi 1965: winst (+6 =9) ex aequo met Boris Spassky;
- Hastings 1950-51: winnaar met 7 pt. uit 9 voor O'Kelly en Rossolimo;
- het zonetoernooi van München 1954: winnaar met 15/19;
- Santa Monica 1966: vierde met 9.5 pt. uit 18 (+2 =14 -1) na Spassky, Fischer en Larsen, ex aequo met Portisch, maar vóór Petrosian, Reshevsky, Najdorf, Ivkov en Donner. Dit is misschien wel zijn grootste succes. Door de uitnodiging alleen al kon hij beschouwd worden als een van de tien beste grootmeesters van de wereld.
- Maar ook de toernooiwinst in Sochi in 1965 was een opmerkelijke zege; tot op heden is het aantal Westerse winnaars van internationale toernooien in Rusland zeer beperkt.
- Maribor 1967 won hij voor Reshevsky;
- In Bamberg 1968 behaalde hij 8,5 pt. uit 13 in een deelnemersveld met Schmid, Petrosian, Teschner, Westerinen, Pfleger, Donner, Keres, Ivkov, Bobotsov.
- Hij werd tweede in Hastings 1969-1970, na Portisch, maar voor Gligoric, Smyslov en Timman.
- In Johannesburg 1979 (Oude Meester Grand Prix) werd hij tweede na Kortsjnoj met 6,5/12.
- IBM-schaaktoernooi 1980: winnaar (7,5/11), ex aequo met Ree.

In de winter van zijn carrière speelde hij nog enkele toernooien, waarvan de Donner B-memorial misschien wel de interessantste was. Hij won het remiserijke toernooi op weerstandspunten voor het duo Smyslov en Gligoric (alle drie 5,5 pt. uit 9).
Wolfgang Unzicker speelde bij voorkeur de schaakopening Spaans.

## Partij
Kettisch – Unzicker (München 1945) Eco-code C 31 Koningsgambiet:

1.e4 e5 2.f4 d5 3.ed e4 4.Lb5+ c6 5.dc Pc6 6.Pe2 Pf6 7.Pbc3 Lc5 8.Pa4 Lb6 9.Lc6+ bc 10.Pb6 Db6 11.d4 ed e.p. 12.Dd3 La6 13.De3 De3 14.Le3 0-0 15.Pc1 Tfe8 16.Kd2 (diagram) Pe4+
| 8 | rd |    |    |    | rd |    | kd |    |
| 7 | pd |    |    |    |    | pd | pd | pd |
| 6 | bd |    | pd |    |    | nd |    |    |
| 5 |    |    |    |    |    |    |    |    |
| 4 |    |    |    |    |    | pl |    |    |
| 3 |    |    |    |    | bl |    |    |    |
| 2 | pl | pl | pl | kl |    |    | pl | pl |
| 1 | rl |    | nl |    |    |    |    | rl |
|   | a  | b  | c  | d  | e  | f  | g  | h  |